# Utsökningsverket
Utsökningsverket (finska: Ulosottolaitos) är ett finländskt ämbetsverk under Justitieministeriet, som självständigt och oberoende ansvarar för de uppgifter som enligt lag hör till utsökningsverksamheten. Sedan den 1 december 2020 är verksamheten organiserad som ett riksomfattande ämbetsverk. Då slogs de tidigare lokala utsökningsverken, landskapsfogdeämbetet på Åland samt Riksfogdeämbetet samman och avvecklades.
Utsökningsverket verkställer, på begäran, domstolsbeslut samt driver in direkt utsökbara fordringar, såsom böter, skatter och försäkringspremier. De specifika uppgifterna regleras närmare i lagen och beskrivs mer detaljerat i avsnittet Information om utsökningen. Den centrala förvaltningen ansvarar för den administrativa ledningen, styrningen och tillsynen inom utsökningsverksamheten.
Verket har ett nätverk av 64 verksamhetsställen, vilket ger täckning över hela landet. Huvudverksamhetsstället och centralförvaltningen är belägna i Åbo. Vissa centrala uppgifter hanteras även i Helsingfors, medan andra är utlokaliserade till olika verksamhetsställen runt om i Finland.

## Organisation
Utsökningsverket leds av riksfogden, med stöd av en biträdande rikfogde. Organisationen är uppdelad i centralförvaltningen och olika verksamhetsenheter.
Verksamhetsenheterna består av:
- Basverkställighet
- Omfattande verkställighet, uppdelad i fem regionala enheter:
  - Södra Finland
  - Västra Finland
  - Inre Finland
  - Norra Finland
  - Östra Finland
- Specialverkställighet
- Gemensamma tjänster, som omfattar funktioner som registrering, betalningsrörelse, kundtjänst, administrativa uppgifter, realisering, inspektion och stöd för indrivning.

Centralförvaltningen består av följande enheter:
- Stabsenheten
- Rättsliga enheten
- Förvaltningsenheten
- Utvecklings- och styrningsenheten.